# Francisco Ignacio Lardizábal

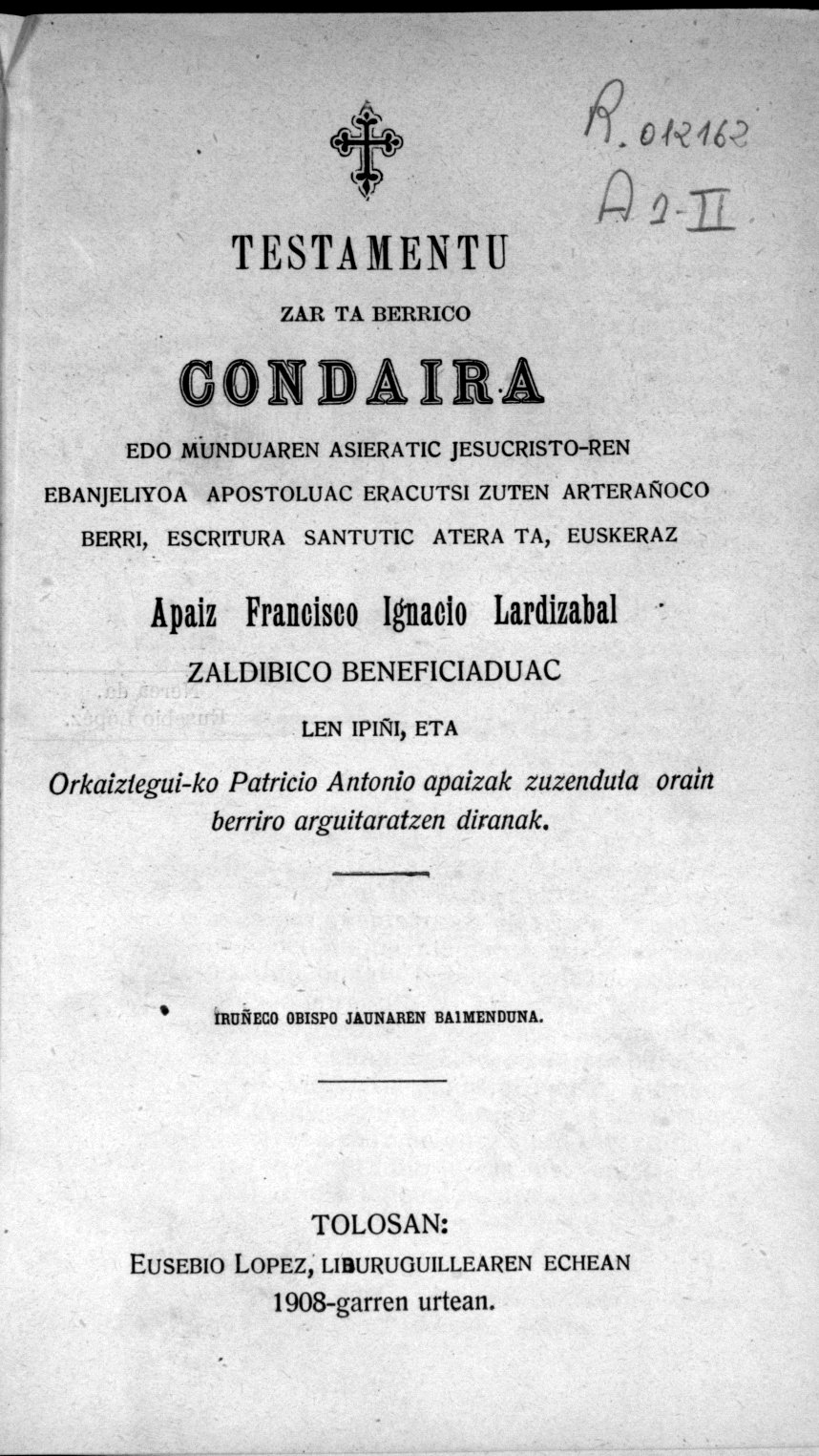
Portada de la obra Testamendu Zar eta Berrico Condaira, edición de 1908.

Francisco Ignacio Lardizábal Urretavizcaya (Zaldivia, 5 de julio de 1806 - ibid., 20 de agosto de 1855) fue un sacerdote, escritor y filólogo español de origen vasco. Párroco de su localidad natal, Lardizábal ocupa un lugar significativo en la historia de la literatura vasca por las dos obras que legó Testamendu Zarreco eta Berrico Condaira (1855) y su Gramática Vascongada (1856).

## Biografía
Nació en la casa Albisu de Zaldivia en 1806. Orientado en sus estudios por la vocación religiosa, Lardizábal realizó los primeros estudios en los Carmelitas de Lazcano (Guipúzcoa). Más tarde prosiguió sus estudios en Burgos y los terminó en Madrid. Tras ser ordenado sacerdote fue a ocupar el cargo de vicario interino y beneficiado en su pueblo natal.
Falleció el 20 de agosto de 1855 en su localidad natal a los 49 años de edad, víctima del cólera.

## Obra

### Testamendu Zarreco eta Berrico Condaira
Testamendu Zarreco eta Berrico Condaira (Relato del Antiguo y Nuevo Testamento) fue publicado en la localidad guipuzcoana de Tolosa en el año 1855. La muerte sorprendió al autor con el libro recién sacado a imprenta. Se trata de un compendio de historia sagrada que relata en lengua vasca los pasajes más destacados del Antiguo y Nuevo Testamento.
Lardizábal pretendía con esta obra, según relata él mismo en el prólogo del libro, llenar el vacío existente por la ausencia de libros de estas características en lengua vasca. Existían con anterioridad algunas obras que comentaban pasajes de la Biblia en lengua vasca pero Lardizábal no las consideraba satisfactorias para los fieles guipuzcoanos; por ser muy breves, caso de la traducción del fraile Juan Antonio Ubillos de un manual del sacerdote Fleuri; o por la dificultad que entrañaban a sus paisanos guipuzcoanos, como la obra del sacerdote vasco-francés Bernard Larreguy, que era difícil de encontrar y estaba además escrita en el dialecto labortano.
Una vez publicada, la obra de Lardizábal obtuvo una gran acogida en Guipúzcoa. No fue ajeno a este éxito el lenguaje trabajado, pulcro, correcto y muy claro del sacerdote guipuzcoano, que se adaptaba perfectamente a la función utilitaria del libro. Tal y como dijo décadas más tarde Nicolás Ormaechea: 

Euskera eder, garbi eta ugaria du Idazteunaren laburtzapen onek (Este compendio del libro sagrado contiene un euskera bello, puro y rico)
Nicolás Ormaechea, "Orixe"

Desde entonces la obra de Lardizábal ha sido reeditada y readaptada en numerosas ocasiones.

### Gramática Vascongada
Unos meses después de la muerte de Lardizábal y teniendo en cuenta la gran calidad y acogida de su libro, las Juntas Generales de Guipúzcoa, reunidas en Hernani, decidieron publicar por su cuenta una segunda obra de Lardizábal, que permanecía inédita.
En el año 1856 se publicaba en San Sebastián la Gramática Vascongada de Lardizábal. 
Esta libro de gramática fue puesto por la Diputación a disposición de los maestros de enseñanza primaria para su utilización en la enseñanza del euskera.

### Otras obras
Existen otras dos obras de Lardizábal que se dan por perdidas: Historia de San Miguel Excelsis de Aralar y Maria Santisimaren amodio ederraren novena (Novena del amor hermoso de María Santísima).